# Оубън
О̀убън (на английски: Oban, на гаелски An t-Òban, произнася се [ˈoːbən], английски превод The Little Bay, Малкият залив, правилен правопис по правилата за транскрипции от 1995 г. О̀убан) е град в Югозападна Шотландия.

## География
Градът е в област Аргил анд Бют. Разположен е по източното крайбрежие на залива Фърт ъф Лорн. Има жп гара, летище и ферибот. Оубън е често включван обект за посещение в туристическите дестинации по западното крайбрежие на Шотландия заради своя живописен изглед. Население 8140 жители от преброяването през 2004 г.  Архив на оригинала от 2012-01-25 в Wayback Machine., което през туристическия сезон почти се удвоява достигайки 24 000-25 000 души, като туристите биват настанявани и в съседни селища.

## История
Оубън получава статут на град през 19 век, като дотогава е бил смятан за по-голямо рибарско селище.

## Архитектура
Архитектурните забележителности на Оубън са Деситлационната фабрика за уиски, замъка „Дюноли“, замъка „Дънстафнидж“, крепостта „Маккейг“, фериботния терминал и катедралата „Сейнт Кълъмба“.

## Културни събития
През 2003 г. се навършват 100 години от провеждането на традиционния ежегоден фестивал „Ройъл Нашънъл Мод“ (Royal National Mod) в Оубън за гаелски фолклорни песни.

## Спорт
Представителният футболен отбор на града носи името Оубън Сейнтс. Отборът е с аматьорски статут.

## Побратимени градове
- Гори, Ейре
- Лоринбърг, Северна Каролина, САЩ

## Фотогалерия
- Изглед от Оубън с пристанището
- Нощен изглед от северната част на Оубън
- Развалини от замъка „Дюноли“ край Оубън
- Крепостта „Маккейг“ и Дестилационната фабрика за уиски в Оубън